# Luc Roduit
Luc Roduit, född 1 mars 2002, är en schweizisk alpin skidåkare.
Roduit tog silver i slalom samt brons i Super-G och storslalom vid olympiska vinterspelen för ungdomar 2020 i Lausanne.